# 詹苏·贝克塔什
詹苏·贝克塔什（土耳其語：Cansu Bektaş，2003年11月23日—），土耳其女子举重运动员，2022年欧洲举重锦标赛女子45公斤级银牌得主、2023年欧洲举重锦标赛女子45公斤级金牌得主、2023年世界举重锦标赛女子45公斤级铜牌得主。